# NGC 4005
NGC 4005 (również NGC 4007, PGC 37661 lub UGC 6952) – galaktyka spiralna (S?), znajdująca się w gwiazdozbiorze Lwa. Jest to galaktyka z aktywnym jądrem typu LINER.
Odkrył ją William Herschel 6 kwietnia 1785 roku. Niezależnie odkrył ją Otto Struve 16 marca 1869 roku. John Dreyer skatalogował obie te obserwacje jako, odpowiednio, NGC 4007 i NGC 4005. W bazie SIMBAD jako NGC 4007 skatalogowano galaktykę NGC 4003. Ta błędna identyfikacja oraz podwójny wpis w katalogu NGC wynika z faktu, że odległość biegunowa obiektu NGC 4007 w tym katalogu jest podana z błędem wielkości aż dwóch stopni (za daleko na południe), a galaktyka NGC 4003 leży w pobliżu tej błędnej pozycji. Błąd ten popełnił John Herschel w swoim katalogu GC, na którym opierał się Dreyer zestawiając katalog NGC. Dreyer wyłapał ten błąd wiele lat po publikacji swego katalogu, opracowując dzieła zebrane Williama Herschela.